# Guyzware
La guyzware Inc. (有限会社ガイズウェア?) è una società di sviluppo videogiochi giapponese fondata il 3 marzo 2006. Nel corso degli anni, alla società, è stato affidato lo sviluppo di numerosi videogiochi derivati da anime, manga e/o light novel.

## Videogiochi
| Titolo                                                                                            | Piattaforma          | Data di pubblicazione                      |
| ------------------------------------------------------------------------------------------------- | -------------------- | ------------------------------------------ |
| 'Happiness! De:Luxe (はぴねす! でらっくす?)                                                       | PlayStation 2        | 25 gennaio 2006                            |
| Luminous Arc (ルミナスアーク?)                                                                    | Nintendo DS          | 8 febbraio 2007                            |
| Orange Honey: Boku wa Kimi ni Koishiteru (オレンジハニー～僕はキミに恋してる～?)                  | PlayStation 2        | 26 aprile 2007                             |
| Gintama Gin-San to Issho! Boku no Kabuki Machi Nikki (銀魂 銀さんと一緒!ボクのかぶき町日記?)      | PlayStation 2        | 30 agosto 2007                             |
| Ōkiku Furikabutte: Honto no Ace ni Nareru kamo (おおきく振りかぶって ホントのエースになれるかも?) | Nintendo DS          | 13 dicembre 2007                           |
| Suzumiya Haruhi no Yakusoku (涼宮ハルヒの約束?)                                                   | PlayStation Portable | 27 dicembre 2007                           |
| School Days L×H                                                                                   | PlayStation 2        | 17 gennaio 2008                            |
| Lux-Pain Original Soundtrack (LUX-PAIN -ルクス・ペイン-?)                                         | Audio                | 27 marzo 2007, produzione dello storyboard |
| Clear: Atarashī Kaze no Fuku Oka de (Clear -クリア- ~新しい風の吹く丘で~?)                        | PlayStation 2        | 19 febbraio 2009                           |
| Toradora Portable! (とらドラ・ポータブル!?)                                                       | PlayStation Portable | 30 aprile 2009                             |
| Golgo 13: File G-13 o Oe (ゴルゴ13 ファイルG13を追え?)                                            | Nintendo DS          | 18 giugno 2009                             |
| Ōkami Kakushi (おおかみかくし?)                                                                   | PlayStation Portable | 20 agosto 2009                             |